# Rafael Rodríguez Díaz
Rafael Arturo Rodríguez Díaz (* 19. Mai 1943 in Santa Ana) ist ein salvadorianischer Lyriker, Essayist, Literaturkritiker und Hochschullehrer.
Der Sohn des Schriftstellers und Lyrikers Rafael Rodríguez Cárcamo besuchte die Grundschule und das Gymnasium am Liceo San Luis der Maristenbrüder. 1961 trat er als Novize der Societas Jesu in Santa Tecla bei und begann am Colegio Centroamericano de Managua zu unterrichten. Nachdem er seine fehlende Berufung zum Priestertum erkannt hatte, verließ er 1971 den Orden und studierte mit Unterstützung von Ignacio Ellacuría in Ecuador Philosophie.
Nach seiner Rückkehr wurde er Professor für Literatur an der Universidad Centroamericana “José Simeón Cañas”, wo er mehrere Jahre unterrichtete und unter den Studenten als Don Lito bekannt war. 1974 brachte er beim Centro Nacional de Artes (CENAR) das Theaterstück Nemaná zur Aufführung. Seine erste literarische Arbeit war das Gedicht Cuídense del fuego, hermanos (1974), das in einem Band mit einem Vorwort von Ignacio Ellacuría 1985 erschien. 1987 veröffentlichte er sein zweites Buch Amor medioeval.
Eine Sammlung seiner für Francisco Andrés Escobars Zeitschrift Taller de Letras verfassten Texte erschien 1989 unter dem Titel Tema salvadoreño. Im Nachgang eines Kongresses mittelamerikanischer Schriftsteller, Anthropologen und Intellektueller in Chiapas entstand 1991 sein Buch Indoamérica en Flor. 2003 ging er in den Ruhestand. Ab 2008 nahm er erneut eine Lehrtätigkeit am Departamento de Communicación y Cultura der Universidad Centroamericana auf.